# Георги Джагаров
Георги Георгиев Джагаров е български поет и драматург, в продължение на 18 години заместник-председател на Държавния съвет.

## Биография
Георги Джагаров е роден на 14 юли 1925 г. в село Бяла, Сливенско. Завършва основно образование в Сливен, после – с отличие Сливенската гимназия „Добри Чинтулов“. Член на РМС от 1940 г., а на БКП от 1944 г. Осъден е на 15 години затвор като антифашист, излиза от затвора след 9 септември 1944 г. От 1941 г. пише в сп. „Българска реч“.
Завършва литературния институт „Максим Горки“ в Москва през 1951 г. Работи като редактор във вестник „Литературен фронт“ и като драматург в Младежкия театър. Членува в редакционните колегии на списанията „Пламък“ и „Родна реч“. Развива обществена дейност като председател на Съюза на българските писатели (1966 – 1972) и заместник-председател на Държавния съвет. Джагаров е постоянен участник в близкото лично обкръжение на диктатора Тодор Живков, известно като „ловната дружинка“ и действащо като неформален съветнически щаб. Участва в групата, инициирала т.нар. Възродителен процес. Член е на Градския комитет на ДКМС и на Градския комитет на БКП в София. Бил е секретар на партийната организация при Съюза на българските писатели.
Като член на ЦК на БКП на пленума през 1973 г., на който се обсъжда идеята България да стане 16 република на СССР, казва: „Едва ли е нужно и аз да подчертавам, че и с този доклад другарят Тодор Живков прояви онези качества, които ние отдавна познаваме, за които го уважаваме и обичаме като мъдър и прозорлив ръководител на България, онези качества, които му спечелиха име на един от най-изтъкнатите дейци“. Народен представител е в периода 1966 – 1990 г. 
В периода 1971 – 1986 г. е председател на Съвета по развитие на духовните ценности на обществото при Държавния съвет на НРБ. През 1982 г. получава Специалната награда на Френската академия за световна поезия „Солензара“ (1982).
През 1985 г. ръководи българската делегация, посетила папа Йоан Павел II във Ватикана.
Умира от рак на 30 ноември 1995 г. във Военна болница, София. 

## Творчество
Между 1954 и 1981 са издадени неговите стихосбирки:
- „Моите песни. Стихотворения“ (1954; 1955; 1985),
- „Лирика“ (1956),
- „В минути на мълчание. Стихове“ (1958; 1985),
- „Стихотворения“ (1969; 1970; 1971; 1972),
- „Понякога. Избрани стихове“ (1975; 1979),
- „Сезони. Стихотворения“ (1981).

Сред най-известните му творби е стихотворението „България – земя като една човешка длан“.
Неговата пиеса „Прокурорът“ е послужила за сценарий на едноименния филм Прокурорът (1968).

## Признание
През 1978 г. е обявен за почетен гражданин на Димитровград.
На 13 юни 2004 г. Съюзът на българските писатели учредява на негово име наградата за патриотична поезия „Георги Джагаров“. Наградата се връчва ежегодно на 14 юли (рождения ден на поета).